# 梅德宁战役
梅德宁战役（英語：Battle of Medenine）是第二次世界大战期间北非战场上的一场重要战役，发生于1943年3月6日。这场战役在突尼斯战役（Tunisia Campaign）的背景下进行，是轴心国在突尼斯战役期间的一次重要进攻。梅德宁战役的结果对盟军和轴心国在北非战场的战局产生了深远的影响。

## 背景
1942年11月，盟军发动了名为火炬行动（Operation Torch）的入侵行动，登陆北非的摩洛哥和阿尔及利亚。火炬行动的成功使得盟军在北非战场上获得了重要的战略优势。在此期间，英国第八军在第二次阿拉曼战役（Second Battle of El Alamein）中取得了决定性胜利，成功击败了德国的沙漠之狐艾尔文·隆美尔（Erwin Rommel）的德军非洲军团（Afrika Korps）。
随着火炬行动和阿拉曼战役的胜利，盟军开始向突尼斯推进，目标是摧毁轴心国在北非的最后阵地。然而，轴心国在1943年初在突尼斯建立了坚实的防线，并在随后的战斗中展示出顽强的抵抗。在这种情况下，盟军决定采取一系列行动，以打破僵局并最终夺取突尼斯。

## 战役前奏
为了加强对突尼斯的进攻，盟军决定在梅德宁地区集结一支强大的军队。这一地区位于突尼斯南部，地势较为开阔，适合进行机动作战。盟军计划在梅德宁地区集结兵力，然后向北发起进攻，企图突破轴心国在梅德宁以北的防线。
轴心国在梅德宁地区的主要阵地位于馬雷斯防線（Mareth Line），这是一条强大的防御工事，横跨突尼斯南部。德军非洲军团指挥官隆美尔认为，只有在梅德宁地区击败盟军，才能阻止他们向北推进。因此，隆美尔决定在梅德宁地区对盟军发起一次大规模进攻。

## 战役进程
1943年3月6日，德军非洲军团在隆美尔的指挥下对梅德宁地区的盟军发起进攻。进攻的主力包括装甲部队和步兵部队，配合空军支援。然而，盟军已经对德军的意图有所察觉，并对梅德宁地区的防御做了充分准备。
在战役的关键时刻，盟军的地面部队和空军展现出了高度的协同和战斗力。英国第八军迅速调整阵地，有效地抵御了德军的进攻。此外，盟军的空中优势使得他们能够对德军的进攻部队进行持续打击，进一步削弱了德军的攻势。
尽管隆美尔企图通过强行突破盟军防线来赢得战役，但德军在梅德宁地区遭遇了顽强的抵抗。盟军的防御工事和火力优势使得德军难以取得突破。此外，盟军还利用地形优势，对德军的进攻进行了有针对性的反击。
经过一天的激战，德军在梅德宁地区的进攻几乎完全被盟军遏制。隆美尔不得不下令撤退，以免遭到更大的损失。德军在撤退过程中遭到了盟军的追击，进一步加剧了德军的损失。

## 结果及影响
梅德宁战役对北非战场的战局产生了重要影响。这场战役的胜利使得盟军在北非战场的优势得到了巩固，为后续突尼斯战役的胜利奠定了基础。此战役也使得隆美尔在北非的声望受到了严重打击，这对德军的士气产生了重要影响。
在梅德宁战役之后，盟军开始向突尼斯发起一系列进攻。尽管轴心国在突尼斯展示出了顽强的抵抗，但在盟军的持续进攻下，他们的防线逐渐被削弱。1943年5月，突尼斯终于被盟军攻克，这标志着北非战场的战斗基本结束。
梅德宁战役不仅对北非战场产生了深远影响，还为盟军在后续欧洲战场的作战提供了宝贵经验。这场战役证明了盟军在战术和战略上的成熟，为后续的诺曼底登陆等战役奠定了基础。
总之，梅德宁战役是北非战场上一场改变战局的决定性战斗。这场战役使得盟军在北非战场的优势得以巩固，为最终夺取突尼斯和北非战场的胜利奠定了基础。